# اکلزهیل، لانکاشر
اکلزهیل (به انگلیسی: Eccleshill) یک روستا و محله مدنی در بریتانیا است که در Blackburn with Darwen واقع شده‌است. اکلزهیل ۳۱۹ نفر جمعیت دارد.